# Identitat abeliana
En matemàtiques, la identitat abeliana és una equació que expressa el Wronskià de dues solucions homogènies d'una equació diferencial ordinària lineal de segon ordre en termes dels coeficients de l'equació diferencial original. La identitat deu el seu nom al matemàtic Niels Henrik Abel.
La identitat abeliana, en relacionar les solucions linealment independents d'una equació diferencial, es pot fer servir per trobar una solució de l'altra, proporciona identitats útils relacionades amb les solucions, i també és útil com a part d'altres tècniques com el mètode de variació dels paràmetres. És especialment útil en equacions com l'equació de Bessel, en la qual les solucions no tenen una forma analítica simple, ja que en aquests casos el Wronskià és difícil de calcular directament.

## Definició
Donada una equació diferencial ordinària lineal homogènia de segon ordre
{\displaystyle {\frac {{\textrm {d}}^{2}y}{{\textrm {d}}x^{2}}}+P(x){\frac {{\textrm {d}}y}{{\textrm {d}}x}}+Q(x)\,y=0.}
la identitat abeliana es pot escriure com a 
{\displaystyle W(x)=W(0)\exp \left(-\int _{0}^{x}P(\xi )\,{\textrm {d}}\xi \right)}
on W(x) és el Wronskià de dues solucions linealment independents de l'equació diferencial.

## Derivació
Siguin y1 i y₂ dues solucions linealment independents de l'equació diferencial
{\displaystyle y''+P(x)\,y'+Q(x)\,y=0,}
Llavors el Wronskià d'aquestes dues funcions es defineix com a 
{\displaystyle W(x)=y_{1}'y_{2}-y_{1}y_{2}'.\,}
Derivant s'obté
{\displaystyle W'(x)=y_{1}''y_{2}+y_{1}'y_{2}'-y_{1}'y_{2}'-y_{2}''y_{1}\,}
{\displaystyle W'(x)=y_{1}''y_{2}-y_{1}y_{2}''.\,}
Solucionant per {\displaystyle y''} a l'equació diferencial original ens dona
{\displaystyle y''=-P(x)\,y'-Q(x)\,y.\,}
i el resultat se substitueix al Wronskià: 
{\displaystyle W'(x)=\left(-P(x)y_{1}'-Q(x)\,y_{1}\right)y_{2}-y_{1}\left(-P(x)y_{2}'-Q(x)\,y_{2}\right)\,}
{\displaystyle W'(x)=-P(x)y_{1}'y_{2}-Q(x)y_{1}y_{2}+P(x)y_{1}y_{2}'+Q(x)y_{1}y_{2}\,}
{\displaystyle W'(x)=-P(x)(y_{1}'y_{2}-y_{1}y_{2}')\,}
{\displaystyle W'(x)=-P(x)\,W(x)}
Això és una equació diferencial lineal de primer ordre.
{\displaystyle {\frac {{\textrm {d}}W}{W}}=-P(x)\,{\textrm {d}}x\,}
{\displaystyle \ln \left({\frac {W(x)}{W(0)}}\right)=-\int _{0}^{x}P(\xi )\,{\textrm {d}}\xi \,}
{\displaystyle W(x)=W(0)\exp \left(-\int _{0}^{x}P(\xi )\,{\textrm {d}}\xi \right).}